# Dispersión de velocidades
En astronomía, la dispersión de velocidades (σ) es el grado en que las velocidades de un grupo de objetos astronómicos, como un cúmulo abierto, un cúmulo globular, una galaxia o un cúmulo de galaxias, se distancian de la velocidad media del conjunto.

## Medida de la dispersión de velocidades

### Medida para objetos espacialmente resueltos
La dispersión de velocidades de un conjunto de objetos astronómicos se puede realizar mediante espectroscopia astronómica, analizando las líneas espectrales producidas por los átomos que componen el objeto observado. Para ello, se obtiene el espectro de los distintos objetos y se mide la posición de alguna de las líneas de interés. 
Teniendo en cuenta el efecto Doppler y debido al movimiento de la fuente de emisión, la frecuencia de la onda producida por la fuente no es la misma que puede medir el observador. Con esta diferencia, se puede obtener una velocidad radial para cada uno de ellos. La fórmula utilizada para ello es la siguiente:
{\displaystyle \nu ={\biggl (}1-{\frac {v}{c}}{\biggr )}\nu _{0}}
donde {\displaystyle \nu } es la frecuencia observada, {\displaystyle v} es la velocidad del objeto astronómico, {\displaystyle c} es la velocidad de la luz en el vacío y {\displaystyle \nu _{0}} es la frecuencia en reposo de la línea espectral medida.
Con todas las velocidades radiales de los objetos se puede obtener la media y la dispersión de velocidades σ que queremos obtener.

### Medida para objetos espacialmente no resueltos
En el caso de tener objetos no resueltos espacialmente, como es el caso de cúmulos estelares en otras galaxias, se puede medir la dispersión de velocidades con el espectro integrado del conjunto de los objetos. 
El espectro producido será la suma de todos los espectros producidos por cada uno de los objetos y, al no estar resueltos espacialmente, los veremos como un único espectro. De este modo cada línea espectral que queramos analizar será la suma de todas las líneas producidas por el conjunto. Se producirá así un ensanchamiento Doppler de las líneas espectrales debido al efecto Doppler causado por una distribución de velocidades de los objetos astronómicos individuales.
Asumiendo una distribución de velocidades gaussiana, si se trata de líneas de gas, entonces se puede ajustar una función de este tipo a las líneas espectrales y sacar directamente el valor de σ. Si se trata de líneas estelares, se puede usar un espectro estelar típico como plantilla. El espectro observado será la convolución de la plantilla con una función gaussiana, de la que se puede sacar el valor de σ.

### Problemas en la medida de las velocidades
El mayor problema con la espectroscopia Doppler es que sólo puede medir movimiento a lo largo de la línea de visión. Por este motivo, si el objeto astronómico es una fuente asimétrica con una cierta inclinación se debe tener en cuenta este efecto para corregir las velocidades medidas.
Por ejemplo, cuando observamos las velocidades de rotación de una galaxia espiral vista de perfil, medimos su velocidad de rotación real. En cambio, si la observamos de frente, no podremos observar ninguna velocidad radial, porque la velocidad de rotación es perpendicular a la línea de visión. En todos los casos intermedios, las velocidades deben corregirse de su proyección sobre la dirección de observación mediante la siguiente ecuación:
{\displaystyle v_{obs}=v_{real}\cdot \sin i}
donde {\displaystyle v_{obs}} es la velocidad medida, {\displaystyle v_{real}} es la velocidad real y {\displaystyle i} es la inclinación del plano del objeto astronómico. Así, la corrección depende del ángulo de onclinación, cuyo valor es de 90° en el caso de que veamos el objeto de perfil y 0° en el caso de que lo observemos de frente.
Para galaxias espirales, suponiendo que todas son perfectamente circulares, podemos derivar el ángulo de inclinación a partir de su forma aparente. En este caso, la observaremos con forma de elipse con un semieje menor {\displaystyle b} y un semieje mayor {\displaystyle a}. Midiendo las dimensiones de la galaxia observada, el ángulo de inclinación se calcula como: 
{\displaystyle \sin i={\sqrt {1-\left({\frac {b}{a}}\right)^{2}}}}

## Aplicaciones

### Cálculo de la masa dinámica
La dispersión de velocidad σ de objetos ligados gravitacionalmente, como estrellas en una galaxia o galaxias en un cúmulo, puede relacionarse con la masa total del grupo utilizando el teorema del virial. Este teorema describe la energía total de un sistema ligado y relaciona la energía promedio de todas las partículas que lo componen, en nuestro caso objetos astronómicos:
{\displaystyle 2\langle E_{k}\rangle +\langle \Omega \rangle =0}
donde {\displaystyle \langle E_{k}\rangle } es la energía cinética del sistema y {\displaystyle \langle \Omega \rangle } es la energía potencial. 
Para un conjunto en equilibrio estadístico con una distribución de velocidades isotrópica:
{\displaystyle \langle E_{i}\rangle ={1 \over 2}M\cdot \sigma ^{2}}
Suponiendo que el sistema está ligado gravitacionalmente se tiene:
{\displaystyle \langle \Omega \rangle =-{G\cdot M^{2} \over R}}
A través de estas ecuaciones se puede relacionar la velocidad del sistema con la masa necesaria para que tenga la velocidad observada mediante la siguiente ecuación: 
{\displaystyle M={R\cdot \sigma ^{2} \over G}}
donde G es la Constante de Gravitación Universal, {\displaystyle \sigma } es la dispersión de velocidades y M y R son la masa y el radio del sistema respectivamente.
Con este método se puede medir, por ejemplo, la masa de grupos y cúmulos de galaxias, que tienen un amplio rango de valores de dispersiones de velocidades. Por ejemplo, el grupo de galaxias al que pertenece la Vía Láctea, el Grupo Local, tiene un σ = 61 ± 8 km/s. Otros cúmulos de galaxias que están compuestos por un mayor número de ellas, como el Cúmulo de Coma, tienen un σ ≈ 1.000 km/s.

### Distancia a galaxias espirales
La Relación de Tully-Fisher fue propuesta por R. Brent Tully y J. Richard Fisher en 1977 y se deriva de forma empírica. Permite, a través de la anchura de las líneas del espectro de una galaxia espiral, calcular la distancia a la misma, normalmente a través de la línea de 21 cm del hidrógeno. 
Suponiendo que las galaxias espirales están dominadas por rotación y que existe un equilibrio entre la fuerza centrífuga y la gravedad:
{\displaystyle {G\cdot M \over R^{2}}={v_{r}^{2} \over R}\Longrightarrow M={v_{r}^{2} \over G}}
donde G es la Constante de Gravitación Universal, {\displaystyle v_{r}} es la velocidad de rotación y M y R son la masa y el radio del conjunto respectivamente.  
Suponiendo que la distribución superficial de brillo de la galaxia {\displaystyle \Sigma \sim L/R^{2}} y que es independiente de la distancia y teniendo en cuenta que en galaxias espirales el cociente masa-luminosidad M/L y el brillo superficial son iguales para todos los discos galácticos, se tiene:
{\displaystyle L\sim v_{r}^{2}\cdot L^{1/2}\sim v_{r}^{4}}
Las galaxias espirales tienen en su centro valores típicos menores de σ ≲ 90 km / s.

### Luminosidad de galaxias elípticas
La relación de Faber-Jackson establece una relación empírica entre la luminosidad de galaxias elípticas y la dispersión de velocidades de las estrellas que la componen. Esta relación se puede expresar como:
{\displaystyle L\sim \sigma ^{n}}
donde L es la luminosidad de la galaxia, {\displaystyle \sigma } es la dispersión de velocidades y n toma valores entre 3 < n < 5.
y recibe el nombre de relación de Faber-Jackson.
El rango de dispersiones de velocidades de galaxias elípticas cubre un amplio rango de valores, desde σ ≲ 80 km/s para las galaxias elípticas enanas dentro del cúmulo de Coma hasta el valor típico para galaxias elípticas normales, σ ≈ 200 km/s.

### Masa de agujeros negros
La relación M-σ es una correlación empírica entre la dispersión de la velocidad estelar del bulbo de una galaxia y la masa del agujero negro supermasivo de su centro. Esta relación se puede expresar como:
{\displaystyle M\sim \sigma ^{n}}
donde M es la masa del agujero negro y n toma diferentes valores.
La dispersión de velocidades encontrada para objetos sobre el agujero negro supermasivo de la Vía Láctea es de aproximadamente 75 km / s. La galaxia de Andrómeda (Messier 31) alberga un SMBH aproximadamente 10 veces más grande que el nuestro, y tiene un σ ≈ 160 km / s. El agujero negro supermasivo más pequeño con una masa bien determinada tiene M ≈ 106 M☉.